# Tribunal Central de Instancia
El Tribunal Central de Instancia (TCI) es un futuro tribunal de justicia español, con jurisdicción en todo el territorio nacional, que tendrá como objetivo instruir los distintos procedimientos que ante él se presenten por razón de la materia, así como aquellos que posteriormente sean juzgados en la Audiencia Nacional. Tiene su sede en la villa de Madrid.
El TCI está previsto en la Ley Orgánica 1/2025, de 2 de enero, de medidas en materia de eficiencia del Servicio Público de Justicia que, a partir del 31 de diciembre de 2025, sustituirá a los Juzgados Centrales, que se transformarán en secciones de este nuevo tribunal.

## Organización
Según el artículo 95 de la Ley Orgánica del Poder Judicial (LOPJ), en su redacción dada por la Ley Orgánica 1/2025, de 2 de enero, el Tribunal Central de Instancia se divide en cinco secciones. Sin embargo, en la práctica existen cuatro secciones, puesto que una de ella asume las competencia de otra; el TCI se organiza como sigue:
- La Sección de Instrucción, que instruirá las causas cuyo enjuiciamiento corresponda a la Sala de lo Penal de la Audiencia Nacional o, en su caso, a la Sección de lo Penal del propio Tribunal Central de Instancia y tramitará los expedientes de ejecución de las órdenes europeas de detención y entrega, los procedimientos de extradición pasiva, los relativos a la emisión y la ejecución de otros instrumentos de reconocimiento mutuo de resoluciones penales en la Unión Europea que les atribuya la ley, así como las solicitudes de información entre los servicios de seguridad de los Estados miembros de la Unión Europea cuando requieran autorización judicial, en los términos previstos en la ley. En la Sección de Instrucción, los jueces y juezas de garantías conocerán de las peticiones de la Fiscalía Europea relativas a la adopción de medidas cautelares personales, la autorización de los actos que supongan limitación de los derechos fundamentales cuya adopción esté reservada a la autoridad judicial y demás supuestos que expresamente determine la ley.
- La Sección de lo Penal, que conocerá, en los casos en que así lo establezcan las leyes procesales, de las causas por los delitos a que se refiere el artículo 65 de la LOPJ y de los demás asuntos que señalen las leyes. Corresponde asimismo a la Sección de lo Penal la ejecución de las sentencias dictadas en causas por delito grave o menos grave por la Sección de Instrucción del propio Tribunal Central de Instancia, y los procedimientos de decomiso autónomo por los delitos para cuyo conocimiento sean competentes.
- La Sección de Menores, que conocerá de las causas que le atribuya la legislación reguladora de la responsabilidad penal de los menores, así como de la emisión y la ejecución de los instrumentos de reconocimiento mutuo de resoluciones penales en la Unión Europea que le atribuya la ley. Esta Sección actúa como Sección de Vigilancia Penitenciaria en virtud del Acuerdo de la Comisión Permanente del Consejo General del Poder Judicial de 29 de mayo de 2003.[3]
- La Sección de lo Contencioso-Administrativo, que conocerá, en primera o única instancia, de los recursos contencioso-administrativos contra disposiciones y actos emanados de autoridades, organismos, órganos y entidades públicas con competencia en todo el territorio nacional, en los términos que la ley establezca.

### Sala de Gobierno
El Tribunal Central de Instancia no cuenta con Sala de Gobierno propia, siendo asumidas tales funciones por la Sala de Gobierno de la Audiencia Nacional. Por ello, el presidente de la Audiencia Nacional ejerce, sobre el TCI y sus secciones, las tareas de inspección ordinaria y vigilancia de su funcionamiento (Arts. 106 y 172 LOPJ).